# Công viên Olympic Barra

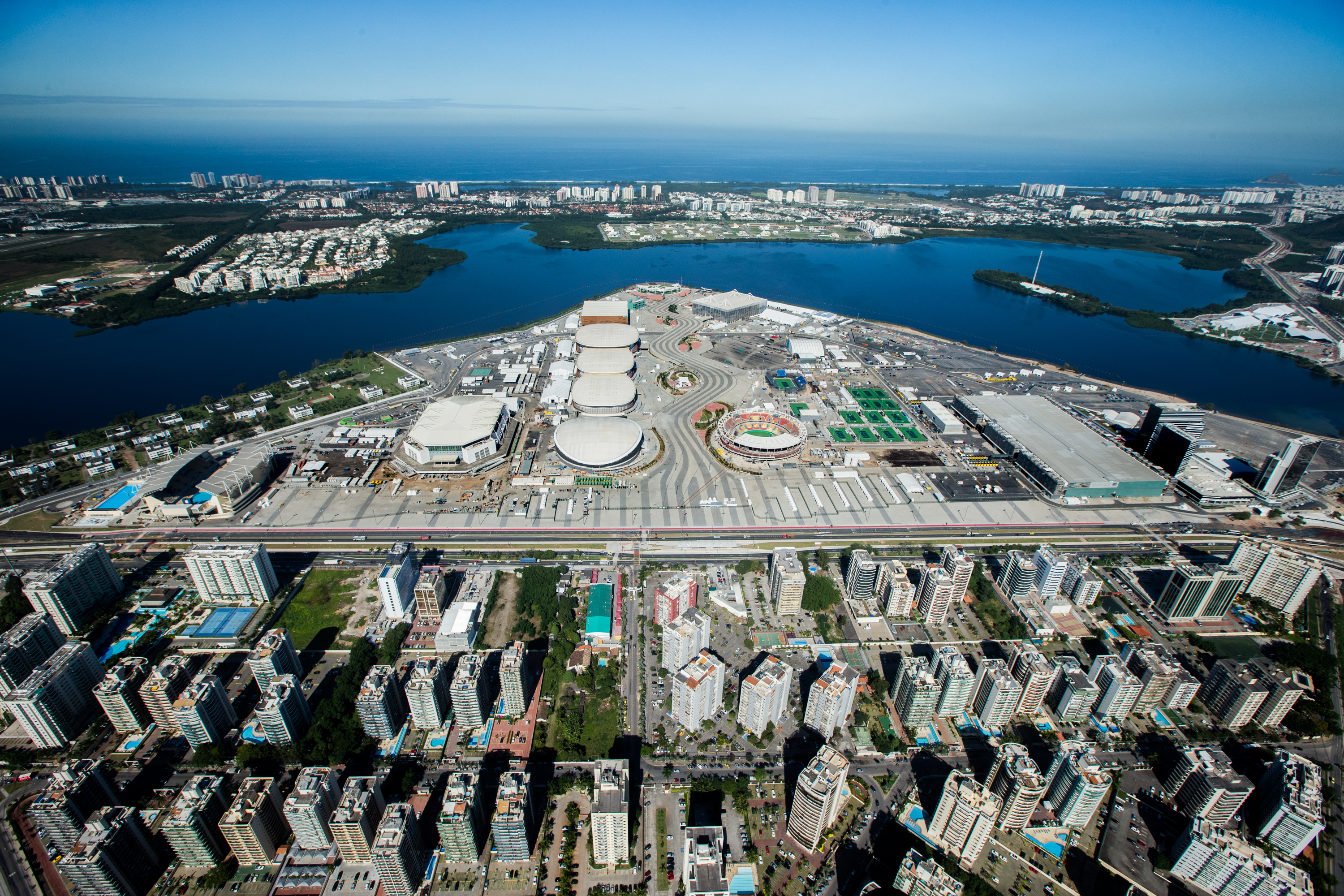
Công viên Olympic Barra

Công viên Olympic Barra (tiếng Bồ Đào Nha Brasil: Parque Olímpico da Barra) là một tổ hợp chín địa điểm thi đấu thể thao tại Barra da Tijuca, ở phía tây Rio de Janeiro, Brazil, được sử dụng cho Thế vận hội Mùa hè 2016 và Paralympics Mùa hè 2016. Trong chín địa điểm thì bảy trong số đó là có cấu trúc vĩnh viễn.

## Lịch sử
Công viên Olympic Barra tọa lạc trên nền cũ của Autódromo Internacional Nelson Piquet, còn được gọi là Jacarepaguá. Nơi từng là đường đua Công thức 1 tổ chức Brasil Grand Prix một số lần từ những năm 1980, trước khi chuyển lại về nơi ban đầu tại Autódromo José Carlos Pace, Interlagos, năm 1990.

## Địa điểm thi đấu

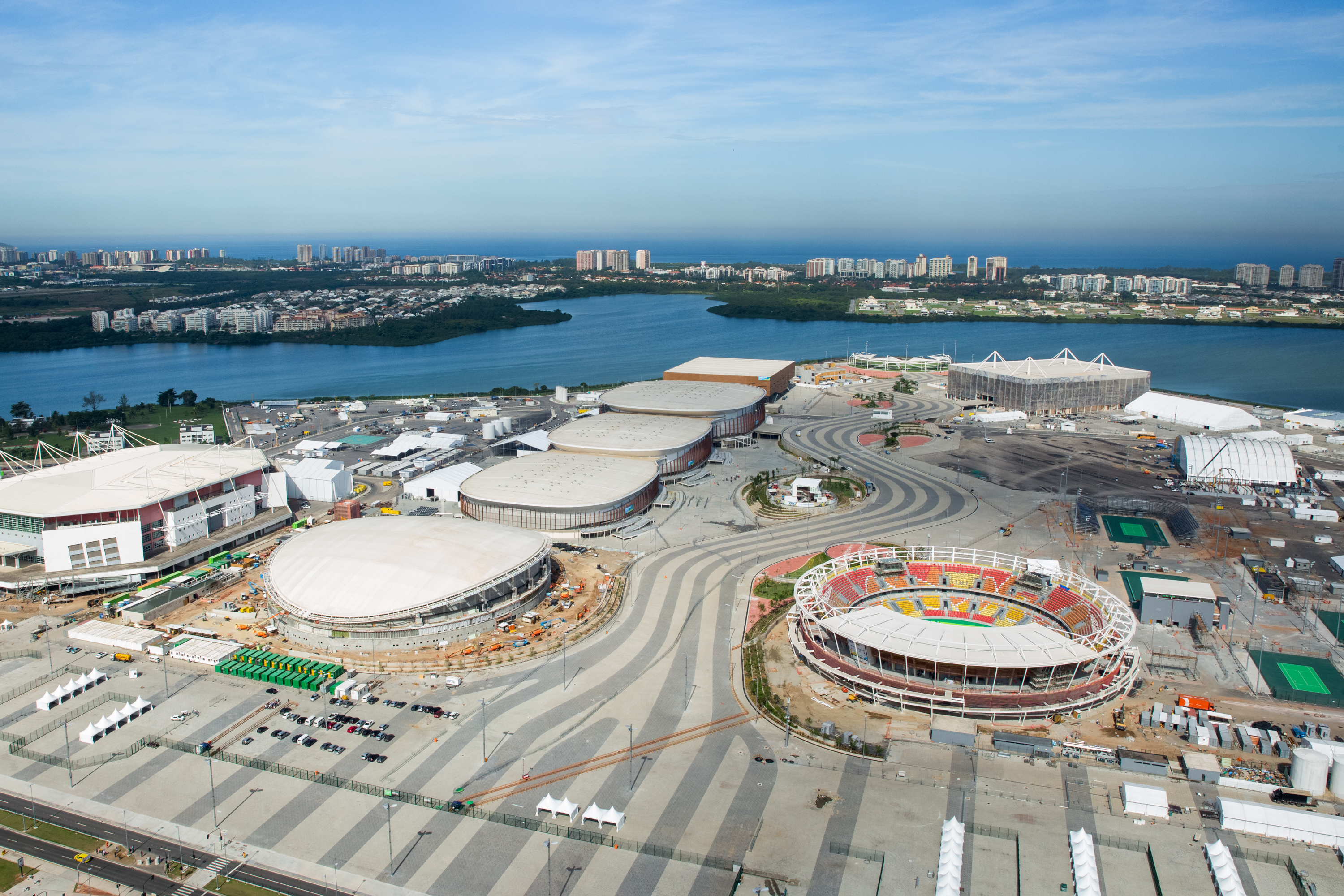
Góc nhìn toàn cảnh

Chín địa điểm nằm trong Công viên Olympic là:
- Carioca Arena 1: bóng rổ (sức chứa: 16,000)
- Carioca Arena 2: vật, judo (sức chứa: 10,000)
- Carioca Arena 3: đấu kiếm, taekwondo (sức chứa: 10,000)
- Future Arena: bóng ném (sức chứa: 12,000)
- Trung tâm thể thao dưới nước Maria Lenk: nhảy cầu, bơi nghệ thuật, bóng nước (sức chứa: 5,000)
- Sân vận động thể thao dưới nước Olympic: bơi, play-off bóng nước (sức chứa: 15,000)
- Trung tâm quần vợt Olympic: quần vợt (sức chứa: 10,000 Sân chính)
- Rio Olympic Arena: thể dục dụng cụ (sức chứa: 12,000)
- Rio Olympic Velodrome: xe đạp lòng chảo (sức chứa: 5,000)

## Tương lai
Sau khi kết thúc Olympic và  Paralympic Mùa hè 2016, Carioca Arena 3 sẽ trở thành một trường thể thao, trong khi đó sáu địa điểm khác sẽ trở thành một phần của Trung tâm huấn luyện Olympic.

## Xem thên
- Olympic Green
- Công viên Olympic Nữ hoàng Elizabeth
- Công viên Olympic Sydney
- Công viên Olympic Thế kỷ